# Trucy-l'Orgueilleux
Trucy-l'Orgueilleux é uma comuna francesa na região administrativa de Borgonha-Franco-Condado, no departamento Nièvre. Estende-se por uma área de 13,63 km². Em 2010 a comuna tinha 223 habitantes (densidade: 16,4 hab./km²).